# Evan Bird
Evan Bird (Vancouver, 23 mei 2000) is een Canadees acteur.

## Carrière
Bird begon in 2010 als jeugdacteur met acteren in de televisieserie Caprica, waarna hij nog meerdere rollen speelde in televisieseries en films. Hij is onder ander bekend van zijn rol als Tom Larsen in de televisieserie The Killing. In 2015 werd hij genomineerd voor een Gemini Award voor zijn rol in de film Maps to the Stars.

## Filmografie

### Films
- 2014 Maps to the Stars - als Benjie Weiss
- 2013 Guess Who's Coming to Christmas - als Tim Harding
- 2012 Chained - als jongere Rabbit
- 2012 Kiss at Pine Lake - als 12-jarige Andy
- 2011 Magic Beyond Words: The J.K. Rowling Story - als Ian Potter

### Televisieseries
Uitgezonderd eenmalige gastrollen.
- 2011-2012 The Killing - als Tom Larsen - 22 afl.

- Gemeinsame Normdatei: 1061404854
- Virtual International Authority File: 311619174